# James Manning
James Manning  (* 22. Oktober 1738 in Elizabethtown, Province of New Jersey; † 29. Juli 1791 in Providence, Rhode Island) war ein US-amerikanischer Pastor der Baptistenkirche und Delegierter zum Kontinentalkongress.

## Leben
Mannig studierte an der Hopewell Academy und dem College of New Jersey. Im Jahr 1763 wurde er zum Pastor in einer Baptistenkirche ordiniert. Er folgte einem Ruf der Philadelphia Baptist Association nach Warren (Rhode Island), um ein Predigerseminar aufzubauen. Dort war er auch als Pastor tätig und gründete neben der Warren Baptist Association auch eine Lateinschule. 1765 wurde er der erste Präsident des College of Rhode Island. 1770 zog das College, aus dem später die Brown University entstand, nach Providence.
Von 1785 bis 1786 gehörte Manning dem Kontinentalkongress als Vertreter Rhode Islands an. Er gilt in den Vereinigten Staaten als Vorkämpfer der allgemeinen Schulbildung.